# Miserere (dal)
A Miserere a 2007-es brit X-Factor második helyezettje, Rhydian Roberts és Bonnie Tyler brit rockénekesnő közös dala, amely a walesi énekes 2014. március 10-én megjelent, One Day Like This című albumán szerepel. Az opera-pop stílusú crossover egy feldolgozás, amely először 1992-ben jelent meg. Akkor az olasz rockénekes, Zucchero, a három tenor egyik oszlopos tagja, Luciano Pavarotti és az akkor még ismeretlen Andrea Bocelli rögzített. A dalt Zucchero és a U2 frontembere, Bono közösen írta.

## A dal története
A Misererét a U2 frontembere, Bono és Zucchero közösen írták, szem előtt tartva Luciano Pavarotti hangterjedelmét és hogy a híres tenor lesz a duettpartner. Pavarotti azonban vonakodott, hogy anélkül vegye fel a dalt, hogy előtte egy demón nem hallgathatja meg. Zucchero később a demó kapcsán találkozott egy vak ügyvéddel, Andrea Bocellivel, aki másodállásban egy pisai bárban zongorázott. Miután Pavarotti meghallgatta a Bocellivel készített próbaverziót, sürgetni kezdte a felvételt, hogy mindenképpen Ö maga énekelje az ária részt, később azonban beleegyezett abba, hogy az akkor még ismeretlen Bocellivel is közreműködjön a dalban. A mű elkészült és Zucchero európai turnéra indult Andrea Bocellivel, aki ebben az egy dalban volt partnere a rockénekesnek, de ez meghozta neki azt az ismertséget és sikert, hogy később a világ legnépszerűbb pop-opera előadója lett. De ehhez a dalhoz kapcsolható a Pavarotti és Barátai koncertsorozat sikere is, amelynek rendszeres vendége volt Zucchero is. Zucchero és Pavarotti duettje 7"-es kislemez és CD-kislemez formátumban is megjelent, valamint a toplistákon is. Svájcban a 22., Belgiumban a 24., Franciaországban a 37. míg Hollandiában a 41. helyet szerezte meg.
Az eredeti blues, funk, soul és operai elemekkel tarkított dalt 2013-ban Rhydian dolgozta át modernebb hangzással, pop-opera stílusban. Rhydian február 7-én saját twitter oldalára töltött fel egy képet, amelyen Bonnie Tylerrel pózol és utalást tett rá, hogy a hamarosan megjelenő albumán Bonnie Tyler is közreműködik. Pár nappal később Carolyn, egy brit olasz tanár is feltöltött egy közös képet Bonnie Tylerrel azzal a szöveggel, hogy nagyon élvezetes, és örömteli volt Bonnie Tylerrel dolgozni. Bonnie Tyler ugyanis a dalban olasz és angol nyelven énekel.